# Кетиг
Кетиг (њем. Kettig) општина је у њемачкој савезној држави Рајна-Палатинат. Једно је од 86 општинских средишта округа Мајен-Кобленц. Према процјени из 2010. у општини је живјело 3.314 становника. Посједује регионалну шифру (AGS) 7137211.

## Географски и демографски подаци
Кетиг се налази у савезној држави Рајна-Палатинат у округу Мајен-Кобленц. Општина се налази на надморској висини од 67 метара. Површина општине износи 7,8 km². У самом мјесту је, према процјени из 2010. године, живјело 3.314 становника. Просјечна густина становништва износи 426 становника/km².

## Међународна сарадња
| Мјесто           | Држава               | Врста сарадње | Од    |
| ---------------- | -------------------- | ------------- | ----- |
| Витли            | Уједињено Краљевство | контакт       | 1970. |
|                  | Француска            | контакт       | 1975. |
| Брајтенбах ам Ин | Аустрија             | партнерство   | 1971. |
| Ханворт          | Уједињено Краљевство | пријатељство  | 2000. |
|                  | Француска            | партнерство   | 1981. |
| Извор            |                      |               |       |